# Arenshausen
Arenshausen est une commune allemande située dans l'arrondissement d'Eichsfeld en Thuringe.

## Géographie

Situation de Arenshausen dans l'arrondissement

Arenshausen est située dans l'ouest de l'arrondissement, sur la rive gauche de la Leine. La ville fait partie de la Communauté d'administration de Hanstein-Rusteberg et se trouve à 13 km à l'ouest de Heilbad Heiligenstadt.
Communes limitrophes (en commençant par le nord et dans le sens des aiguilles d'une montre) : Kirchgandern, Marth, Birkenfelde, Gerbershausen, Bornhagen et Hohengandern.

## Histoire
Arenshausen est un des plus anciens villages de Thuringe, il existait déjà à la fin de l'existence du royaume des Thuringes en 531, lorsque les Francs s'installèrent dans la région. Il tire son nom du nom d'un chevalier franc (Arno, Aro...) et du toponyme "hausen" (maison). Il apparaît por la première fois en 1190 sous le nom de Arnshusen.
Arenshausen a appartenu à l'Électorat de Mayence jusqu'en 1802 et à son incorporation à la province de Saxe dans le royaume de Prusse. En 1867, la construction de la ligne de chemin de fer Halle-Cassel permet le développement du village.
Arenshausen fut inclus dans la zone d'occupation soviétique après la Seconde Guerre mondiale avant de rejoindre le district d'Erfurt en RDA jusqu'en 1990.

## Démographie
| 1910 | 1933 | 1939 | 1997  | 2000  | 2004  | 2010  |
| ---- | ---- | ---- | ----- | ----- | ----- | ----- |
| 528  | 766  | 777  | 1 039 | 1 040 | 1 025 | 1 003 |